# Laura Krystine
Laura Krystine (30 de novembro de 2002, Nova York) é uma atriz e dançarina norte-americana. Ela ficou conhecida por interpretar a personagem Lori Loudly na sitcom 100 Things to Do Before High School da Nickelodeon, no qual lhe rendeu o prêmio no Young Artist Awards 2016.

## Filmografia

### Filmes
| Ano  | Título                                | Papel     | Notas             |
| ---- | ------------------------------------- | --------- | ----------------- |
| 2012 | Strawberry Summer                     | Menina    | Não foi creditada |
| 2012 | Salsera                               | Nelly     | Curta-metragem    |
| 2013 | Não aceitamos devoluções              | Menina    |                   |
| 2015 | Não olhe para trás                    | Bailarina | Não foi creditada |
| 2018 | To the Beat!                          | Mackie    |                   |
| 2019 | The League of Legend Keepers: Shadows | Daniella  |                   |
| 2019 | Something Better                      |           | Curta-metragem    |
| 2020 | To the Beat!: Back 2 School           | Mackie    |                   |
| ASA  | Burning Rose                          | Iris      |                   |

### Televisão
| Ano       | Título                              | Papel          | Notas                              |
| --------- | ----------------------------------- | -------------- | ---------------------------------- |
| 2010      | Miss Behave                         | Laura          | 1 episódio                         |
| 2011      | Agente Especial Oso                 | Camilla        | 1 episódio                         |
| 2012      | America's Most Wanted               | Irmã mais nova | Documentário                       |
| 2012      | The Neighbors                       | Emma           | Não foi creditada                  |
| 2013      | Sam & Cat                           | Kimberly       | 1 episódio                         |
| 2014      | Instant Mom                         | Olivia         | 1 episódio                         |
| 2014-2016 | 100 Things to Do Before High School | Lori Loudly    | Personagem recorrente              |
| 2015      | Riquinho                            | Lacy           | 1 episódio                         |
| 2015      | Fresh Off the Boat                  | Becca T.       | 1 episódio                         |
| 2018      | Magic for Humans                    | Laura          | Série original Netflix; 1 episódio |

## Prêmios e indicações
| Ano  | Premiação           | Categoria                         | Trabalho                            | Resultado | Ref. |
| ---- | ------------------- | --------------------------------- | ----------------------------------- | --------- | ---- |
| 2014 | Young Artist Awards | Melhor participação em um filme   | [[Não Aceitamos Devoluções          | Indicado  |      |
| 2016 | Young Artist Awards | Melhor atuação em uma série de TV | Fresh Off the Boat                  | Indicado  |      |
| 2016 | Young Artist Awards | Melhor atuação em uma série de TV | 100 Things to Do Before High School | Venceu    |      |